# Perfume (canção)
"Perfume" é uma canção da artista musical estadunidense Britney Spears, contida em seu oitavo álbum de estúdio Britney Jean (2013). Foi composta pela própria juntamente com Sia Furler e Chris Braide, sendo produzida por este último junto a will.i.am e Keith Harris. A faixa foi disponibilizada para download digital na iTunes Store de diversos países em 4 de novembro de 2013, servindo como o segundo single do disco.

## Antecedentes e lançamento
Em julho de 2013, Spears revelou em seu Twitter ter "escrito uma música muito especial" com a artista australiana Sia Furler, composição da qual ela reconheceu como a sua favorita de seu oitavo disco Britney Jean, uma balada intitulada "Perfume". Em outubro, a canção foi anunciada como o segundo single do álbum. Peter Edge, diretor geral da RCA Records, afirmou ter sentido-se "muito confiante" ao saber que esta seria a segunda faixa de trabalho após tê-la escutado, e que poderá ser "marcante na carreira dela". Ele prosseguiu elogiando os vocais da cantora, afirmando que na obra ela "canta linda e sinceramente. E é excelente. Acho que as pessoas não irão apenas se surpreender, mas também irão conhecer um outro lado de Britney." O empresário da artista, Larry Rudolph, descreveu "Perfume" como "uma canção de rompimento que é sobre como ela deseja que a nova parceira de um antigo namorado sinta o seu perfume nele. As letras são realmente únicas e ela canta muito nessa."
No dia 1º de novembro de 2013, Spears comunicou em seu Twitter que iria revelar prévias de "Perfume" através de sua conta no Snapchat. Juntamente com os versos "Então eu espero uma ligação sua e tento agir naturalmente / Você anda pensando nela ou em mim / E enquanto eu coloco o meu perfume / Sim, quero ele todo em você", ela também divulgou a capa do single. Inicialmente prevista para ser lançada na terça de 5 de novembro, junto à pré-venda de Britney Jean, a faixa foi disponibilizada para streaming via Facebook no domingo (3/11), seguido de sua comercialização digital um dia antes do planejado. Após o lançamento do tema, Spears comentou em seu Twitter: "Muito obrigada pelas palavras carinhosas! Estou tão feliz que vocês amaram a música tanto quanto eu!" O produtor Dr. Luke revelou que a versão divulgada do tema é mais "radiofônica", enquanto isso a edição original — "mais crua" e "menos trabalhada" — integrará na edição deluxe do disco.

## Recepção crítica
Após seu lançamento, "Perfume" recebeu comentários positivos da crítica especializada. Marc Hogan da revista Spin elogiou Spears pela transmissão do "tipo de vulnerabilidade emocional" que não é evidente na maioria de seus singles de sucesso. Melinda Newman do portal HitFix elogiou a capacidade vocal de Britney, e complementou dizendo que era sua "melhor canção em anos". Lucas Villa da Examiner cumprimenta Spears pelo seu lado mais pessoal, e completa que a faixa tem sua "própria essência".

## Faixas e formatos
| Download digital |           |         |  |
| N.º              | Título    | Duração |  |
| 1.               | "Perfume" | 4:00    |  |

## Desempenho nas tabelas musicais

### Posições
| Tabela musical (2013)                                  | Melhor posição |
| ------------------------------------------------------ | -------------- |
| Alemanha (Media Control Charts)                        | 78             |
| Áustria (Ö3 Austria Top 40)                            | 69             |
| Bélgica (Ultratop 50 de Flandres)                      | 24             |
| Bélgica (Ultratop 40 da Valônia)                       | 41             |
| Brasil (Brasil Hot 100 Airplay)                        | 82             |
| Brasil (Brasil Hot Pop Songs)                          | 31             |
| Canadá (Canadian Hot 100)                              | 70             |
| Coreia do Sul (Gaon Music Chart)                       | 6              |
| Espanha (Productores de Música de España)              | 13             |
| Estados Unidos (Billboard Hot 100)                     | 76             |
| Estados Unidos (Pop Songs)                             | 32             |
| França (Syndicat National de l'Édition Phonographique) | 34             |
| Irlanda (Irish Recorded Music Association)             | 36             |
| Países Baixos (MegaCharts)                             | 100            |
| Suíça (Schweizer Hitparade)                            | 74             |

## Histórico de lançamento
| País           | Data                   | Formato          | Gravadora |
| -------------- | ---------------------- | ---------------- | --------- |
| Alemanha       | 4 de novembro de 2013  | Download digital | RCA       |
| Estados Unidos | 4 de novembro de 2013  | Download digital | RCA       |
| França         | 4 de novembro de 2013  | Download digital | RCA       |
| Itália         | 4 de novembro de 2013  | Download digital | RCA       |
| Estados Unidos | 12 de novembro de 2013 | Rádio mainstream | RCA       |